# Melostrachia glomerans
Melostrachia glomerans är en snäckart som först beskrevs av Tom Iredale 1938.  Melostrachia glomerans ingår i släktet Melostrachia och familjen Camaenidae. Inga underarter finns listade i Catalogue of Life.